# Zgornje Mladetiče
Zgornje Mladetiče este o localitate din comuna Sevnica, Slovenia, cu o populație de 76 de locuitori.